# Liste der Monuments historiques in Eulmont
Die Liste der Monuments historiques in Eulmont führt die Monuments historiques in der französischen Gemeinde Eulmont auf.

## Liste der Immobilien
| Bezeichnung                     | Beschreibung                          | Standort                    | Kennzeichnung | Schutzstatus | Datum | Bild           |
| ------------------------------- | ------------------------------------- | --------------------------- | ------------- | ------------ | ----- | -------------- |
| Château de la Franche Moitresse | Herrenhaus, ab 1570                   | 74–78 rue du Château (Lage) | PA00125523    | Inscrit      | 1993  | weitere Bilder |
| Château d’Eulmont               | Herrenhaus, Ende des 16. Jahrhunderts | 2 rue de Metz (Lage)        | PA00135410    | Inscrit      | 1995  | weitere Bilder |

## Liste der Objekte
| Bezeichnung                | Beschreibung | Standort                     | Kennzeichnung | Schutzstatus | Datum | Bild |
| -------------------------- | --- | ---------------------------- | ------------- | ------------ | ----- | ---- |
| Orgel                      | Haupteintrag für PM54000223 | in der Kirche St-Remy (Lage) | PM54001300    | Classé       | 1981  |      |
| Instrumentalteil der Orgel | 1842 von Nicolas Antoine Lété für die Kirche St-Denys in Cirey-sur-Vezouze gebaut; 1883 nach Eulmont verkauft                                    | in der Kirche St-Remy (Lage) | PM54000223    | Classé       | 1981  |      |
| Hauptaltar                 | Altartisch, Altaraufbau und Tabernakel; Stein und Marmor, zweite Hälfte des 18. Jahrhunderts; mit einem Grabstein des 14. Jahrhunderts als Mensa | in der Kirche St-Remy (Lage) | PM54000221    | Classé       | 1983  |      |
| Rechter Seitenaltar        | Holz, farbig gefasst und vergoldet, um 1725 | in der Kirche St-Remy (Lage) | PM54000222    | Classé       | 1983  |      |